# Jason Lorber
Jason P. Lorber là một nhà tư vấn, diễn viên hài và chính trị gia từ Burlington, Vermont. Một đảng viên Dân chủ, ông phục vụ tại Hạ viện Vermont từ năm 2005 đến 2013, đại diện cho quận Chittenden-3-3 ở Burlington.  Ông được bầu lần đầu vào tháng 11 năm 2004 và không tìm cách tái cử vào năm 2012.
Sinh ra ở Philadelphia, Pennsylvania, Lorber tốt nghiệp Đại học California, Berkeley với bằng BA và lấy bằng MBA của Đại học Stanford. Ông thành lập một doanh nghiệp nhỏ tên là Aplomb Consulting hợp tác với các tổ chức phi lợi nhuận và phòng khám chăm sóc sức khỏe, cung cấp kế hoạch chiến lược, gây quỹ và các dịch vụ hỗ trợ khác. Ông cũng là một diễn viên hài nổi bật, làm hợp đồng biểu diễn, sản xuất chương trình hài kịch và điều hành các hội thảo ngẫu hứng.
Lần đầu tiên được bầu vào cơ quan lập pháp vào tháng 11 năm 2004, ông được bầu lại vào năm 2006, 2008 và 2010. Ông phục vụ trong Ủy ban Cải cách & Thể chế Hạ viện, và tập trung nhiều nỗ lực lập pháp của mình vào cải cách nhà tù. Ông tổ chức một chương trình truyền hình có tên "Correction Correction" phát trên kênh CCTV 17.
Lorber là người đồng tính công khai;  đối tác của ông là Nathaniel G. Lew, một giáo sư trợ lý tại Saint Michael's College. Lorber và Lew được tham gia vào một kết hợp dân sự.